# Aricios
Los aricios (o Aricini) fueron los antiguos pobladores de Ariccia, comúnmente asociados con los sidicinos, los marrucinos y otros, como una de las comunidades pertenecientes probablemente a los volscos en un principio, hacia el oeste de Italia. Estos fueron absorbidos por los inmigrantes latinos y sabinos.
Un interés especial atañe a su temprano origen, atestiguado por el famoso culto a Diana Nemi (o Diana Nemorensis), cuyo templo en un bosque de Ariccia, a un lado del lago Nemi, cuidaba el llamado rey Nemi (nuevamente, Nemi o Nemorensis), que podía defenderse de cualquier rival, por fuerte que fuera. Este culto, único en toda Italia, es descrito pintorescamente en el prólogo de James George Frazer a su libro La Rama Dorada, donde se pueden encontrar multitud de referencias. De éstas las más importantes quizá sean las de Estrabón 3.12, Ovidio en Fausto 263-272 (aprox., según edición) y Suetonio en Calígula 35; todos ellos escribieron indicaciones de la caída de su viejo mundo hacia la primera centuria antes de Cristo. Esto es una conjetura razonable acerca de este culto, reliquia de barbarie característica de los primeros estratos de la población que se llamaban a sí mismos, presumiblemente, aricini.